# Milano-Torino 1981
La Milano-Torino 1981, sessantasettesima edizione della corsa, si svolse il 12 settembre su un percorso con partenza a Milano e arrivo a Torino. Fu vinta dall'italiano Giuseppe Martinelli della Santini-Selle Italia davanti ai suoi connazionali Giovanni Renosto e Nazzareno Berto.

## Ordine d'arrivo (Top 10)
| Pos. | Corridore           | Squadra                   | Tempo |
| ---- | ------------------- | ------------------------- | ----- |
| 1    | Giuseppe Martinelli | Santini-Selle Italia      |       |
| 2    | Giovanni Renosto    | Magniflex-Olmo            |       |
| 3    | Nazzareno Berto     | Inoxpran                  |       |
| 4    | Claudio Torelli     | Famcucine-Campagnolo      |       |
| 5    | Jean-Marie Wampers  | Santini-Selle Italia      |       |
| 6    | Luciano Rabottini   | Santini-Selle Italia      |       |
| 7    | Emanuele Bombini    | Hoonved-Bottecchia-Herdal |       |
| 8    | Bruno Wolfer        | Bianchi-Piaggio           |       |
| 9    | Carmelo Barone      | Famcucine-Campagnolo      |       |
| 10   | Geir Digerud        | Magniflex-Olmo            |       |